# Nokia N73
Il Nokia N73 è uno smartphone presentato il 25 aprile 2006 a Berlino, definito comunemente "computer multimediale".

## Caratteristiche
Come le nuove Nseries e E-Series prodotte da Nokia, il cellulare è compatibile con le applicazioni Java e Symbian S60 release 3.
Viene presentato nei colori red purple e white pearl per poi uscire in Italia nel colore nero, marrone, blu e rosa.
N73 dispone della funzionalità dual mode tra la rete UMTS e quelle GSM; la doppia fotocamera permette quindi di effettuare la videochiamata, mentre quella posteriore è dotata di 3,2 MegaPixel Carl Zeiss Tessar con autofocus e flash con riduzione degli occhi rossi. Le applicazioni Symbian (S60 release 3) e Java possono essere installate e rimosse secondo le esigenze dall'utente o direttamente dal proprio personal computer con la Nokia PC Suite inclusa nella confezione. Il Nokia N73 come altri cellulari Nokia, supporta l'upgrade del firmware tramite la propria suite.
Diverse sono le modalità di utilizzo del Nokia N73, oltre alla possibilità di connettere il dispositivo tramite Bluetooth e IrDA, è impostabile al momento del collegamento tramite USB della funzionalità archivio di massa.
La polivalenza del dispositivo permette, con le rispettive applicazioni, di utilizzarlo come navigatore GPS - antenna acquistabile separatamente-, ascoltare musica in formato MP3, WMA, AAC con il vivavoce integrato o le cuffie stereo -in dotazione-, guardare film in DivX, giocare con la nuova versione della piattaforma N-Gage (ma che ormai è stata abbandonata dalla Nokia) o guardare la TV in DVB-H grazie all'antenna Nokia Mobile TV Receiver SU-33W bluetooth acquistabile separatamente ed altro.
Grazie al notevole successo raggiunto, sono state presentate nuove versioni, uscite successivamente a quella standard, tra le quali: 'Music Edition' con MiniSD da 2GB e la 'Internet Edition'.
È stata immessa sul mercato anche la versione "MTV Mobile", che presenta solamente una piccola parte di design differente (parte posteriore), mentre sul fronte software, è stato inserito il diffuso programma di messaggi istantanei "Windows Live Messenger" ed implementato un lettore musicale più ottimizzato rispetto a quello dei modelli standard.

## Cronologia Firmware
le versioni sono per il modello RM-133, ossia la versione no-brand
- 2.0628.0.0.1 del 10-07-2006
- 2.0628.0.0.3 del 27-07-2006
- 3.0638.0.0.1 del 30-10-2006
- 3.0649.0.0.1 del 30-11-2006
- 3.0704.1.0.1 del 19-01-2007
- 3.0713.1.0.2 del 05-04-2007
- 4.0723.2.0.1 del 06-06-2007
- 4.0726.2.0.1 del 26-06-2007
- 4.0735.3.0.2 del 01-09 2007
- 4.0747.31.0.1 del 23-11-2007
- 4.0808.4.2.2 del 22-02-2008
- 4.0812.4.0.1 del 21-03-2008
- 4.0839.42.0.1 del 25-09-2008
- 4.0839.42.2.1 del 27-09-2008